# Lac Paku
Le lac Paku est un lac situé à l’est de Mbandaka et à l’ouest d’Ingende au sud de la Ruki.